# Piloni dello Stretto

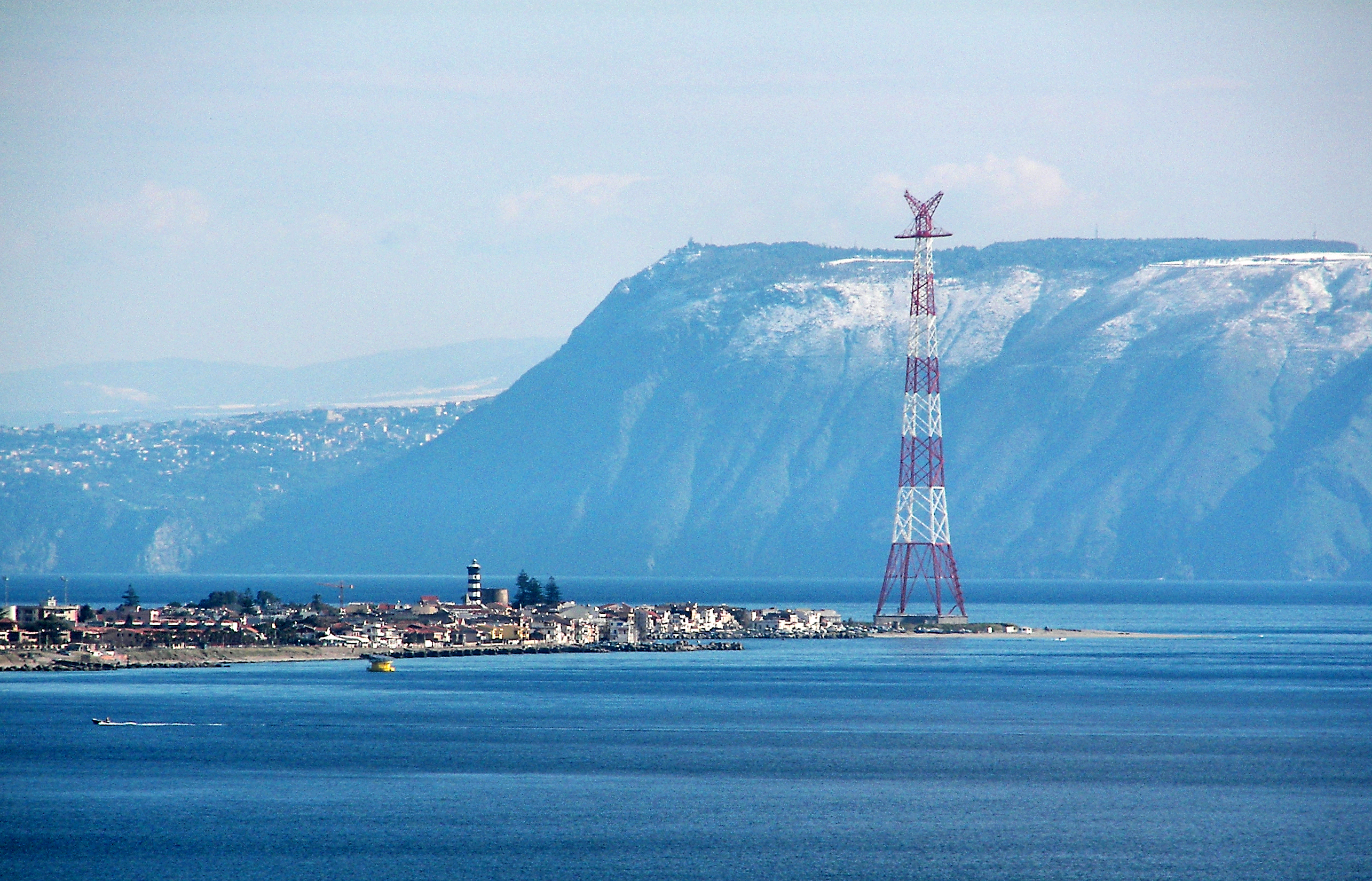
il pilone di Torre Faro,
sul versante messinese dello Stretto

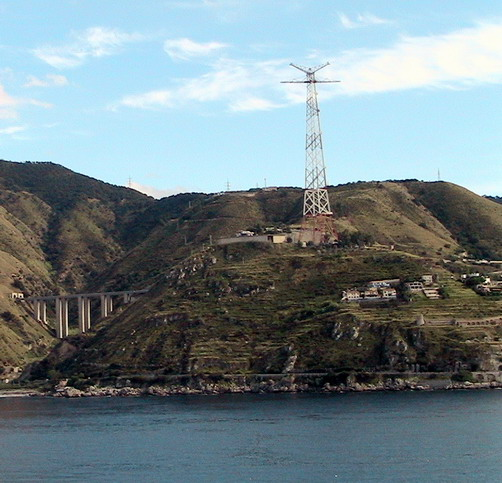
il pilone di Santa Trada,
sul versante reggino dello Stretto

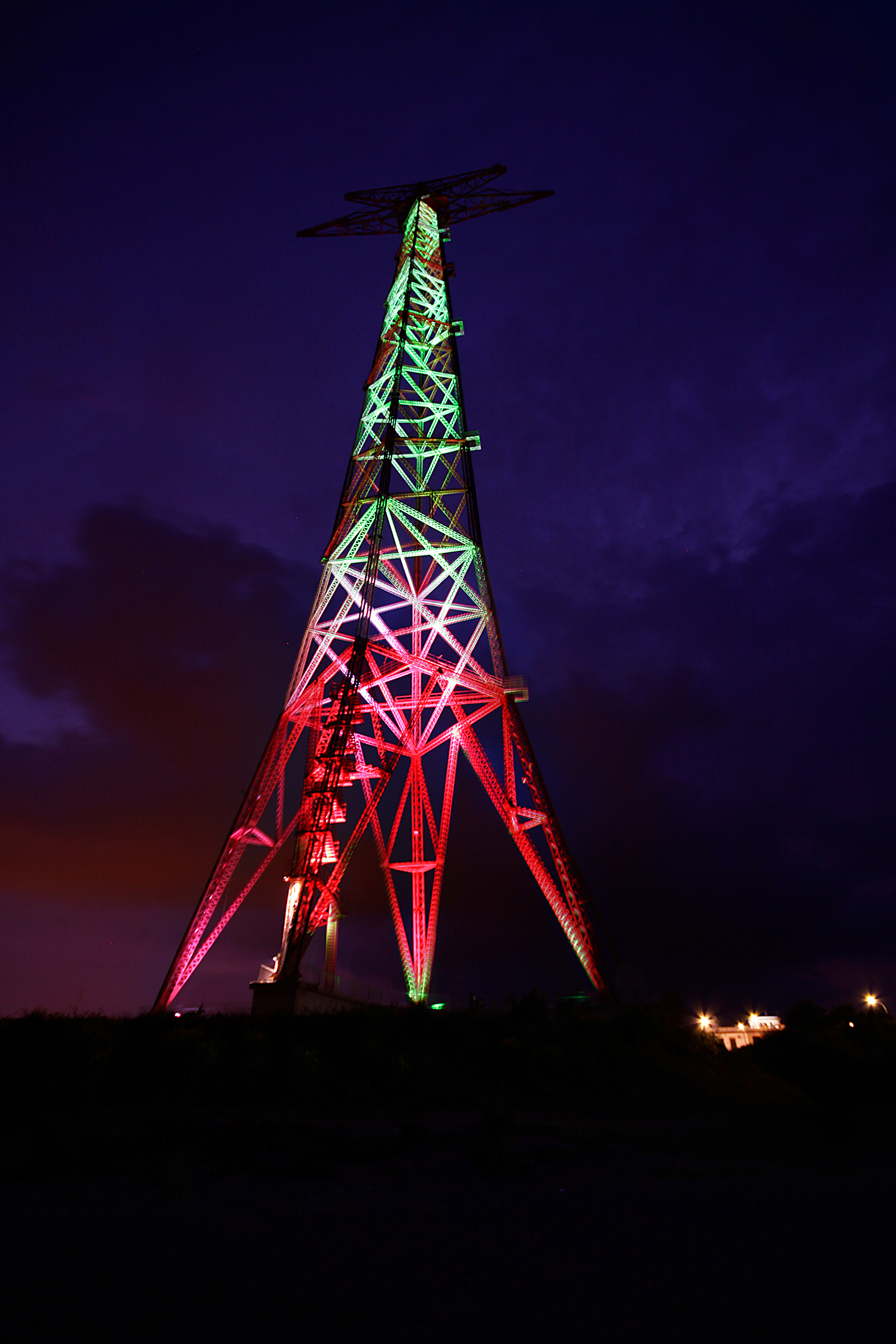
Pilone di Torre Faro (Messina), illuminato in occasione della festa della Repubblica, 2 giugno 2011

I cosiddetti piloni dello stretto (chiamati singolarmente nei dialetti messinese e reggino u piluni e goliardicamente I Guardiani dello Stretto) sono dei tralicci in disuso dell'elettrodotto ad alta tensione a 220 kV che per trent'anni, dal 1955 al 1985, attraversò lo stretto di Messina fra la Calabria e la Sicilia. Si tratta di due torri d'acciaio indipendenti, una collocata sulla sponda siciliana e l'altra su quella calabrese.

## Storia e descrizione
Nel secondo dopoguerra i consumi elettrici in Sicilia erano triplicati rispetto alle rilevazioni del 1938, a partire dal 1948, fu progettato un elettrodotto che incrementasse la disponibilità di energia elettrica nell'isola. L'opera fu progettata dalla Società Generale Elettrica della Sicilia  recuperando un precedente studio del 1921 dell'ingegnere Giuseppe Ferrando, che fu aggiornato dagli ingegneri Enrico Vismara e Arturo Danusso. I cantieri si aprirono nel 1952 con la posa, nei pressi di Torre Faro, del primo masso di una scogliera di protezione delle future costruzioni (anche se l'inaugurazione ufficiale avvenne il 27 gennaio 1953 alla presenza dei ministri Salvatore Aldisio e Franco Restivo), e si chiusero il 28 dicembre 1955 con la messa in funzione dell'elettrodotto.  Lo sforzo ingegneristico produsse un collegamento aereo lungo 3.646 metri, che stabilì il record per l'elettrodotto più lungo del mondo e valse, nel 1958, il Premio ANIAI 1957, conferito dall’Associazione Nazionale Ingegneri ed Architetti Italiani, quale migliore realizzazione di ingegneria elettrotecnica italiana degli anni 1951-1956. Parteciparono alla costruzione l’Ente siciliano di elettricità e le Ferrovie dello Stato.
I tralicci furono realizzati dalla Società Anonima Elettrificazione (SAE)di Lecco: il traliccio siciliano, detto "pilone di Torre Faro", fu inaugurato il 16 maggio 1956 dall'allora presidente della Regione Siciliana Giuseppe Alessi, ed è alto 224 metri, più 11 della base di calcestruzzo armato che lo sostiene, per totali 235 metri. Il traliccio calabrese, situato sulla sommità della collina di Santa Trada (Villaggio vicino alla città di Cannitello) è identico, ma con i 165 metri sottostanti di promontorio, svetta a ben 400 metri sullo specchio d'acqua dello stretto.
Le fondazioni, sulle due sponde, con un corpo a struttura scatolare a forma di croce, sono diverse. A causa della natura del terreno, l'impianto di Torre Faro poggia su quattro cassoni indipendenti fusi in ferrocemento e che arrivano fino a 20 metri sotto il livello del mare, mentre quella di Santa Trada, si appoggia sulla roccia direttamente in un profondo scavo. Proprio l'altezza della torre calabra è stata utilizzata dal giornalista Francesco Romeo per entrare nel Guinness dei primati europeo, realizzando la più alta trasmissione televisiva continentale in una struttura aperta. Il 7 ottobre 2011 infatti, Romeo e la sua troupe realizzarono lo speciale TV Il superattico più bello del Mondo, dedicato all'incredibile spettacolo che si ammira dalla sommità del pilone.
I piloni sono stati realizzati sul modello dei tralicci del primo attraversamento sul fiume Elba, in Germania e, fino al completamento del secondo attraversamento su questo corso d'acqua, hanno vantato il record dei piloni più alti del mondo. I costruttori, però, dovettero adattare il progetto alle caratteristiche geomorfologiche dello stretto di Messina.
La mensola alla sommità misura 75 metri, così che i tre cavi conduttori fossero distanti 25 metri l'uno dall'altro per non collidere in caso di forte vento, fattore usuale nello stretto di Messina. 
La tesatura dei conduttori fu un'operazione difficoltosa. Si trattava infatti di stenderli senza far toccare loro l'acqua; operazione complessa realizzata in tempi successivi e ulteriormente complicata dall'improvviso passaggio di una petroliera che non osservò i segnali di divieto che da giorni bloccavano lo stretto. Le operazioni iniziate il 15 luglio e la cui fine era prevista per il 30, furono terminate solo alle ore 15:40 del 22 settembre 1955 con l'ormeggio dei conduttori sulle due sponde. Inizialmente furono montati 4 conduttori (di cui uno di riserva) con una tensione di 150 kV, nel 1971 ne furono installati altri 2, portando la tensione del collegamento a 220 kV.

### Torri di contrappesatura dei cavi

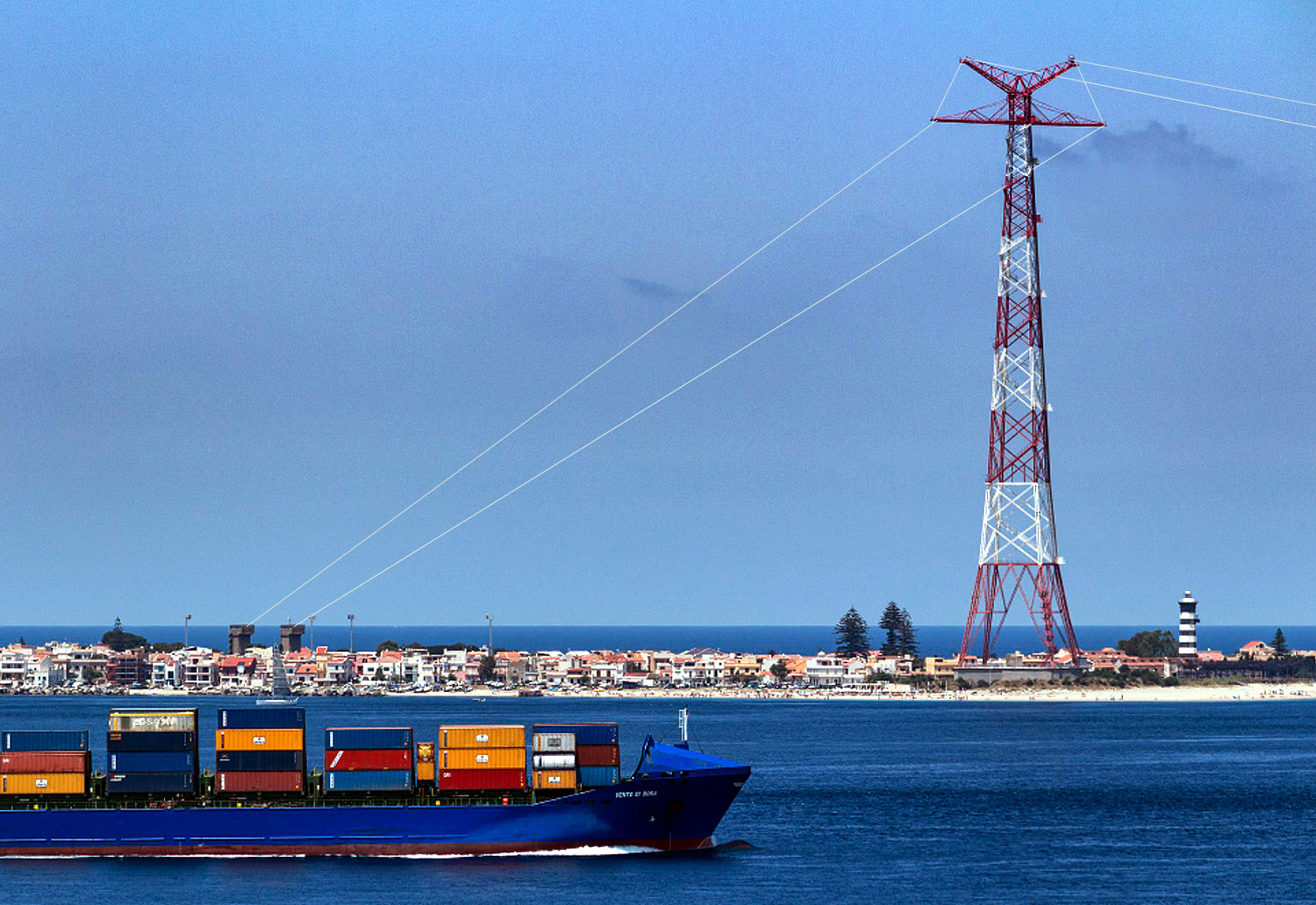
Ricostruzione della disposizione dei cavi tra pilone e torri di bilanciamento, sul versante messinese

Le linee elettriche di questa linea aerea erano saldamente ancorate nel terreno sulla terraferma continentale e all'altra estremità sul lato siciliano, disaccoppiate da isolatori attaccati a pesi di tensione per mezzo di diverse carrucole. Le "torri di controbilanciamento a cavo", note anche come Torri Morandi, sono un complesso di due torri alte 22,6 metri nel quartiere di Torre Faro, completate tra il 1952 e il 1955 su progetto del noto ingegnere civile italiano Riccardo Morandi. Il loro scopo era bilanciare le forze di trazione.
Dovendo sorpassare la superficie marina ad una quota sufficientemente alta, i conduttori dovevano essere mantenuti in alta tensione per gli oltre 3 km della campata. Dal momento che lo stretto è sferzato da forti venti, ai cavi era richiesta una particolare resistenza: pertanto in luogo dell'alluminio fu adottato l'acciaio, materiale dalla scarsa conducibilità elettrica. In virtù di ciò, e dell'impossibilità di usare conduttori intrecciati, la trasmissione dell'elettricità ebbe costi ingenti e fu soggetta alla scarsa capacità dell'infrastruttura. 
Questi fattori determinarono la dismissione nel febbraio del 1992 della connessione aerea in favore di quella sottomarina, con il passaggio di un cavo rivestito (posato nel 1985) che servisse la zona orientale della Sicilia. Il pilone di Torre Faro è stato oggetto di una totale riverniciatura all'indomani della dismissione; infatti, si presenta in uno stato di conservazione migliore rispetto alla torre calabrese, che comunque è stato dichiarato solido da una perizia dell'Istituto italiano saldatura del 2008.
Il pilone siciliano presenta un'illuminazione cangiante nel colore e nell'intensità, mentre, il pilone calabrese è quasi invisibile di notte.
Pur non avendo più alcuna funzione pratica, i piloni non sono stati tuttora abbattuti, e oggi, con lo status di monumenti storici tutelati, sono usati per misurazioni meteorologiche, esercitazioni di recupero in quota e telecomunicazioni. Dal 2006, il pilone di Torre Faro è stato aperto al pubblico per un paio di stagioni; la visita richiedeva di salire una scala di 1.250 gradini per raggiungere la piattaforma più alta.
Nel luglio del 2024 i piloni sono stati temporaneamente ricollegati per via aerea tramite una slackline per permettere all’atleta estone Jaan Roose di attraversare a piedi lo stretto di Messina iniziando dal versante calabrese. La traversata, organizzata da Red Bull, è riuscita quasi alla perfezione; a circa 80 metri dal traguardo, l'atleta — distratto dal vento e dalla stanchezza — è caduto. Pur rialzandosi e completando il percorso, l'impresa non ha potuto essere iscritta nel Guinness dei Primati perché richiedeva un'esecuzione senza cadute.

## Coordinate
| Oggetto                                  | Coordinate                  |
| ---------------------------------------- | --------------------------- |
| Terminale calabrese del cavo sottomarino | 38°12′11″N 15°38′16″E       |
| Piloni dello Stretto, Santa Trada        | 38°14′42.19″N 15°40′58.82″E |
| Piloni dello Stretto, Torre Faro         | 38°15′57.31″N 15°39′03.33″E |
| Terminale siciliano del cavo sottomarino | 38°13′42″N 15°33′40″E       |